# Autorretrato com orelha enfaixada e cachimbo (Van Gogh)
Autorretrato com orelha enfaixada e cachimbo é uma pintura a óleo sobre tela do pintor holandês Vincent van Gogh produzida em Arles em janeiro de 1889.
A tela, de pequeno formato. segue-se a um episódio dramático da vida do artista. Van Gogh corajosamente escolheu se representar logo após a tragédia, e mal voltou para casa, no estado em que se encontrava, com a orelha protegida por um curativo em volta do rosto.
Durante sua carreira artística, Van Gogh representou-se em mais de quarenta pinturas e desenhos. Os estudiosos da Autorretratística tentam, atualmente, desvendar o que os seus autorretratos podem revelar sobre sua vida e obra